# Aysenia barrigai
Aysenia barrigai is een spinnensoort in de taxonomische indeling van de buisspinnen (Anyphaenidae).
Het dier behoort tot het geslacht Aysenia. De wetenschappelijke naam van de soort werd voor het eerst geldig gepubliceerd in 2008 door Izquierdo & M. J. Ramírez.